# Мефодий (Герасимов)
Митрополи́т Мефо́дий (в миру Маври́кий Льво́вич Гера́симов; 22 февраля (6 марта) 1856, Елбанское, Барнаульский округ, Томская губерния — 28 марта 1931, Харбин) — архиерей Русской православной церкви, митрополит Харбинский.

## Биография
Родился 22 февраля (6 марта н. ст.) 1856 года в селе Елбанское Барнаульского округа Томской губернии в семье священника.
Окончил Томские духовные училище и семинарию с аттестатом первого разряда (1878), поступил в Казанскую духовную академию. Несмотря на успешную учёбу, подал ректору прошение об увольнении из Академии. Уволен со званием действительного студента (1882).
С декабре 1882 года псаломщик и преподаватель Алтайской духовной миссии.
26 сентября 1885 года, епископом Бийским и Начальником Алтайской Духовной Миссии Макарием (Невским) был пострижен в монашество с именем Мефодий. В ноябре 1885 года рукоположён во иеродиакона, а 22 декабря — во иеромонаха. Приписан к причту Бийской домовой архиерейской церкви, назначен заведующим Алтайским миссионерским катехизаторским училищем и домоправителем Бийскойго архиерейского дома.
В 1888 году «за усердие по службе и успехи в исполнении обязанностей учителя и воспитателя детей алтайских инородцев» иеромонах Мефодий был награждён набедренником, а в 1891 году — золотым наперсным крестом от Св. Синода. По особому ходатайству Макария (Невского), указом Святейшего Синода от 30 января 1892 года, иеромонах Мефодий был удостоен степени кандидата Богословия, «на каковую степень Советом Казанской Духовной Академии выдан ему диплом и знак кандидатской степени — серебряный крест».
21 апреля 1893 года епископом Бийским Владимиром (Сеньковским) возведён в сан архимандрита. В июне указом Св. Синода назначен начальником Алтайской духовной миссии.

Через год, 2 июня 1894 года епископом Макарием (Невским) и епископом Шацким Александром хиротонисан во епископа Бийского, викария Томской епархии.

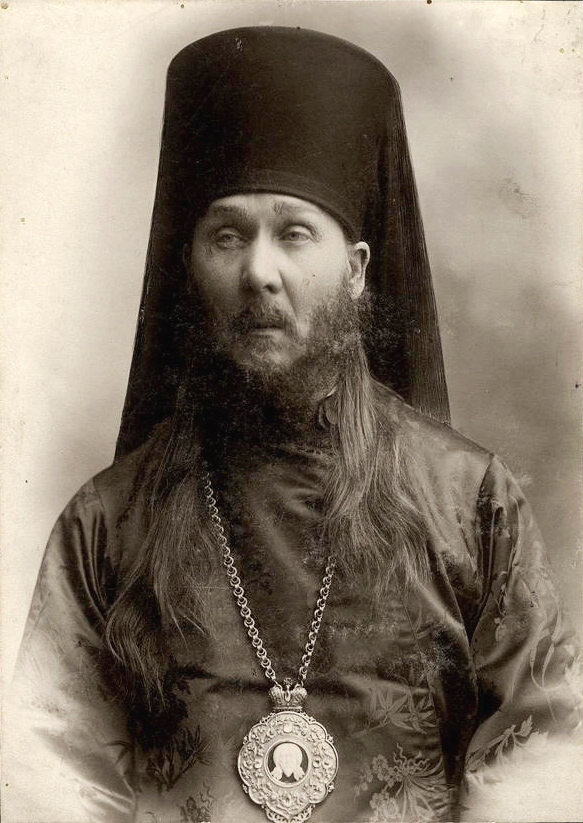
Епископ Мефодий в 1898 году

Указом Николая II от 24 декабря 1898 года назначен на Забайкальскую кафедру. 26 февраля 1899 года прибыл в Читу.
Начальник Забайкальской духовной миссии (1899—1904), председатель Забайкальского комитета Православного миссионерского общества, действительный член Императорского православного палестинского общества, инициатор постройки кафедрального собора, открытия в Чите духовной семинарии (1899) и епархиальной библиотеки (1905), издания «Забайкальских епархиальных ведомостей» (1900), перевода из Нерчинска в Читу единственного в Забайкалье духовного училища. Реорганизовал одноклассное Центральное миссионерское училище и образцовую церковно-приходскую школу. Приветствовал Съезд русских людей (1909). Все летние месяцы совершал поездки по отдалённым приходам, участвовал в крестных ходах, посещал тюрьмы и каторгу, был известен как талантливый проповедник.
20 декабря 1912 года Указом императора назначен епископом Томским и Алтайским.
30 июля 1914 года был переведён на Оренбургскую кафедру. Председатель епархиальных комитетов Красного Креста и Православного миссионерского общества, организатор Оренбургского беженского комитета и нескольких госпиталей.
Награждён орденами св. Анны I степени (1902), св. Владимира III (1896) и II (1909) степени.
В 1917 году член Поместного Собора Российской Православной Церкви участвовал в 1-й сессии, член II, III, VII отделов, председатель Подотдела о церковно-богослужебном языке, выступал против перевода богослужения на русский язык.
Вернулся из Москвы в декабре 1917 года. После декрета об отделении Церкви от государства и школы от Церкви положение духовно-учебных заведений в Оренбурге стало катастрофическим. Желая спасти их от закрытия и реквизиции, предложил пойти на контакт с Комитетом народного образования, но в конце апреля 1918 года занятия прекратились. Здание епархиального училища со всем инвентарём и имевшимися продуктами было реквизировано военно-революционным штабом для размещения Красной армии.
Ко дню Св. Пасхи 1918 года, указом Патриарха Тихона, был возведён в сан архиепископа.
Участвовал в Сибирском соборном церковном совещании. В феврале 1919 года сформировал и возглавил временный епархиальный совет в Челябинске, организовал мобилизацию военных священников для белых войск.
В феврале 1920 года эмигрировал вместе с отступавшей Белой армией и поселился в Харбине.
24 марта 1922 года указом Временного Церковного Управления Заграницей назначен архиепископом учреждённой тогда же Харбинской и Цицикаркой епархии с предписанием организовать при себе временное епархиальное управление. 15 августа определением Временного Церковного Управления Заграницей постановил «епископа Харбинской епархии впредь именовать епископом Харбинским и Маньчжурским».
При его правлении в епархии начали действовать 22 храма, благотворительный отдел при епархиальном совете, попечительство о бедном духовенстве, приют с бесплатными аптекой и амбулаторией, богословско-миссионерские курсы в приходах.
В 1929 году возведён в сан митрополита и награждён крестом на клобук.
Скончался 28 марта 1931 года от сердечного приступа, похоронен в склепе харбинского Свято-Николаевского собора (в 1966 г. разрушен).

## Сочинения
- Речь при наречении его во епископа Бийского 1-го июня 1894 года // Приб. к «ЦВ». 1894, № 23, с. 986—987.
- Забайкальской духовной консистории; Слова; Воззвание; Поучение христолюбивым воинам, идущим на брань с врагами // Забайкальские епархиальные ведомости. 1900. № 1, 3, 5, 7-8, 12, 16-18;
- Слова // Забайкальские епархиальные ведомости. 1901. № 2, 8-9;
- Конспект начальных занятий по арифметике. Чита, 1902;
- Телеграммы // Забайкальские епархиальные ведомости. 1902. № 14. С. 12-14;
- Слова // Забайкальские епархиальные ведомости. 1904. № 20-23;
- Начальные занятия по Закону Божию. Чита, 1905;
- Слова // Забайкальские епархиальные ведомости. 1905. № 3/4, 6/7, 18;
- Слова; Письмо обер-прокурору Синода // Забайкальские епархиальные ведомости. 1906. № 1/3, 6/7, 16;
- Речи // Забайкальские епархиальные ведомости. 1907. № 8-9;
- В Предсъездную комиссию; Слово; К журналу съезда // Забайкальские епархиальные ведомости. 1908. № 12/13, 18, 21/22;
- Доклад // Забайкальские епархиальные ведомости. 1909. № 22/24;
- Речь в общем собрании Братства святых равноапостольных Кирилла и Мефодия // Забайкальские епархиальные ведомости. 1910. № 12/13. Прил.;
- О патриотической деятельности духовенства. Ч. 1—2. Чита, 1911—1913;
- В консисторию // Забайкальские епархиальные ведомости. 1911. № 5;
- Слова; В консисторию; К выборам в Государственную думу; Предвыборное воззвание; Речь // Забайкальские епархиальные ведомости. 1912. № 3, 5-7, 12, 21/24;
- Слова и речи // Томские епархиальные ведомости. 1913. № 3-4, 6-9, 12, 16, 22-24;
- Речь, произнесённая 14 декабря 1914 года в Оренбургском кафедральном соборе при вручении жезла новопоставленному епископу Серафиму кустанайскому, второму викарию Оренбургской епархии. «Приб. к „ЦВ“» 1915, № 3, с. 59.
- Слова // Оренбургские епархиальные ведомости. 1915. № 5, 10/11, 33/34, 41-46;
- Поучения в дни современной войны. Оренбург, 1916;
- Слова и воззвания; Обращение к пастырям о мерах к искоренению «пьяного зла навсегда» в приходах // Оренбургские епархиальные ведомости. 1916. № 3/4, 31/32, 41-45; Прил. № 1-13;
- Воззвание к православному населению епархии // Оренбургские епархиальные ведомости. 1917. № 9/10;
- Слово в Новом годе; Слово перед молебном при выпуске школы прапорщиков // Проповеднический листок. 1917. № 14-15;
- К вопросу о порядке соборных решений на предстоящем Всероссийском Церковном Соборе. Оренбург, 1917;
- Резолюция; Слово перед епархиальным съездом; Воззвание по случаю наступления нашей армии; Речи; Слово при погребении офицера и юнкера, убитых во время братского междоусобия; Доклад о деяниях Всероссийского Церковного Собора; Приветственное слово братьям казакам и славянам, освободителям Оренбурга // Оренбургский церковно-общественный вестник. 1917. № 3, 14, 20, 26, 32, 35; 1918. № 3-4, 14 июля;
- Приветствие депутатам Войскового Круга Оренбургского казачьего войска // Оренбургский казачий вестник. 1918. 19 сентября;
- Телеграмма А. В. Колчаку // Утро Сибири. 1918. 18 декабря;
- О знамении обновления святых икон. Харбин, 1925 (Джорданвилль, 1968; М., 1999);
- Еще к вопросу о созыве так называемого Вселенского собора. Харбин, 1926;
- О живой церкви. — Харбин : [б. и.], 1926. — 109 стб.
- По поводу церковных нестроений. Харбин, 1927 — 56 с.
- Церковно-общественная жизнь; Речь перед молебствием в День русской культуры; Тайна Воскресения Христа; Торжество в Казанско-Богородицком мужском монастыре; Слово к харбинской пастве по поводу предполагаемого назначения в Харбин епископа Московского; По поводу признания Московской Церковной властью Советской власти // Хлеб небесный. 1927. № 4, 8, 10-11, 13; 1928. № 4; 1929. № 9;
- Каноническое существование Харбинской епархии. Харбин, 1929 — 18 С. ;
- По поводу признания Московской церковной властью Советской власти. Харбин, 1929;
- 950 лет православной веры на святой Руси (988—1938). Сидней, 1938.